# Philippe Audibert (homme politique)
Philippe Audibert est un notaire et homme politique français né le 27 juin 1828 à Saint-Pourçain-sur-Sioule et mort le 6 mars 1905 à Issoire

## Biographie
Fils de Louis Audibert, propriétaire, et de Marie Claire Bergeroux, il nait le 27 juin 1828 au domicile de ses père et mère situé à Saint-Pourçain-sur-Sioule.
Il épouse, le 21 novembre 1854, à Clermont-Ferrand, Jeanne Lucie Fabre, fille de Michel Euryale Fabre et de Sophie Honorine Virginie Bernard avec laquelle il aura trois enfants : Michel Louis Marcel (1855-1926), Denise Honorine Prospère (1860-1860) et Marie Anne Pauline (1862-1862). Par son épouse, il est le beau-frère de Paul Marie Fabre, haut fonctionnaire français, et oncle par alliance de Joseph Depeiges, avocat puis conseiller à la cour de cassation.
Il décède le 6 mars 1905, à l'âge de 76 ans, en son domicile situé à Issoire, boulevard de la Sous-Préfecture.

## Carrière dans le notariat
Il exerce, en tant que notaire à la résidence d'Issoire, de 1854 à 1896. Ses minutes sont conservées, aux archives départementales du Puy-de-Dôme, sous les côtes 5 E 71 / 861 à 1026, 1063 à 1066, et 5 E 104 / 71 à 74. À sa retraite, il transmettra son étude à Maitre Lassier, son successeur.
En mai 1877, il est élu président de la chambre de discipline des notaires de l'arrondissement d'Issoire pour l'année 1877-1878. Il sera à nouveau élu aux mêmes fonctions, en mai 1884, pour l'année 1884-1885, en mai 1885, pour l'année 1885-1886, et en mai 1890, pour l'année 1890-1891.
Le 10 mai 1889, il est élu secrétaire à la chambre des notaires de l'arrondissement d'Issoire, pour l'année 1889-1890, et en mai 1891, syndic de la même chambre, pour l'année 1891-1892.

## Fonctions électives
Par décret impérial en date du 13 septembre 1863, il nommé suppléant à la justice de paix du canton d'Issoire, en remplacement de Monsieur Andraud, nommé juge de paix du canton de Sauxillanges.
Il est désigné par le conseil général du Puy-de-Dôme, membre du jury d'expropriation pour cause d'utilité publique, dans les sessions d'octobre 1874, d'août 1875, d'août 1876, d'août 1882 et d'août 1884.
Le 10 avril 1892, il est nommé président de la commission cantonale de la statistique agricole.

### Au comice agricole de l'arrondissement d'Issoire
Le 30 septembre 1876, le comice agricole de l'arrondissement d'Issoire est créé et le bureau d'administration constitué par vote de l'ensemble des adhérents. Candidat au poste de trésorier, il s'incline face à Monsieur Renard, vétérinaire, qui obtient la majorité des suffrages.
Le 20 décembre 1884, il est élu premier vice-président du comice agricole de l'arrondissement d'Issoire pour l'année 1884-1885. Le 25 janvier suivant, il est nommé membre de la commission chargée d'examiner le projet d'irrigation des rives de la Couze.
En séance du 25 janvier 1886, il est reconduit dans ses fonctions de premier vice-président du Comice agricole de l'arrondissement d'Issoire.
En réunion annuelle du comice agricole de l'arrondissement d'Issoire en date du 25 janvier 1887, il est nommé premier vice-président pour l'année 1887-1888. Il démissionnera de ses fonctions, le 25 janvier 1888.

### À la mairie d'Issoire
Le 10 septembre 1882, il est élu, septième de la liste, au second tour de scrutin pour le renouvellement du conseil municipal d'Issoire, avec 565 voix sur les 718 suffrages exprimés et les 1 671 inscrits.
À la suite des opérations électorales des 4 et 11 mai 1884, il n'est pas réélu dans ses fonctions de conseiller municipal,,.
À la suite de la démission de l'ensemble du conseil municipal d'Issoire, le préfet du Puy-de-Dôme, par arrêté en date du 3 mars 1885, convoque les électeurs à l'effet de procéder à l'élection de vingt-trois conseillers municipaux, le dimanche 22 mars suivant. Ce premier tour ne donnant aucun résultat et le bureau pour le vote n'ayant pu être constitué, un second tour est organisé le 29 mars suivant. Ce second tour de scrutin ne donne plus de résultat, à défaut de candidats et d'électeurs.
Dans le prolongement de l'arrêté préfectoral en date du 23 avril 1885, convoquant les électeurs à l'effet de procéder à l'élection de vingt-trois conseillers municipaux, en remplacement de tous les membres du conseil, démissionnaires, il organise, le 30 avril suivant, dans la Salle Pallasse, à Issoire, une réunion privée afin de constituer une liste de vingt-trois candidats pour les élections municipales du 10 mai suivant, l'élection se faisant par scrutin de liste. Dès le 9 mai, une liste de candidats imprimée, sur laquelle il figure, ainsi que Messieurs Jean Barissa, ancien maire, Burguet et Auzat-Burgette, anciens adjoints, Bineteux, architecte, et Vaure, négociant, est distribuée dans la ville. Protestant contre leur inscription sur cette liste, ces derniers font apposer des affiches en ce sens. Ce premier tour n'ayant donné aucun résultat, un second tour est organisé le 17 mai suivant. À l'issue de ce second tour, il est élu membre du conseil municipal, par 214 voix.
Il se porte candidat, inscrit sur la liste républicaine, aux élections municipales d'Issoire, organisées le 6 mai 1888, mais s'incline face à la liste portée par son adversaire, Eugène Gauttier-Faugères.

### Au conseil général du Puy-de-Dôme
Afin de remplacer Jean Naffre, maire d'Issoire, décédé, au conseil général du Puy-de-Dôme, des élections sont organisées dans le canton d'Issoire, le 24 septembre 1882. Inscrit sur la liste républicaine, il est élu au premier tour de scrutin, par 1 768 voix, contre 1 504 à Bourrier, autre candidat républicain, sur 3 367 suffrages exprimés pour 4 694 inscrits.
Durant ce premier mandat, il s'intéresse particulièrement au sort du collège d'Issoire, sollicitant une répartition plus équitable des bourses et demi-bourses accordées par le département sollicite également l'étude d'un projet d'irrigation des rives de la Couze, demande l'intervention de l'administration préfectorale pour prendre les mesures nécessaires au bon emploi des locaux destinés aux bureaux de bienfaisance ainsi que de leur revenu et de veiller au respect des dispositions de la loi du 28 mars 1882 prescrivant la gratuité de l'instruction pour tous les enfants et soutient le projet de la compagnie en formation des carrières de chaux hydraulique de Beaurecueil d'établissement d'un bac sur l'Allier, ouvert gratuitement aux piétons et aux voitures, et invite l'administration à faciliter la création de ce moyen de communication et à en assurer la permanence.
À la session d'avril 1884, il est élu, par ses collègues, pour faire partie de la commission chargée d'établir la liste des candidatures aux débits de tabac de deuxième classe. Conformément aux dispositions de l'article premier du décret du 17 mars 1874, le membre du conseil général désigné ne peut être réélu que trois ans après l'expiration de son précédent mandat.
Précédemment affecté à la première commission, il est désigné par tirage au sort effectué en séance du 17 août 1885 du Conseil général du Puy-de-Dôme, et affecté à la deuxième commission ayant pour attribution l'instruction publique, la souscription et la recherche scientifique, les travaux et recherches de mines, les cultes, l'école secondaire de jeunes filles, l'école d'accouchement, la maison de refuge, les salles d'asile, les sourds muets, l'école de Volvic, l'école vétérinaire de Lyon, l'école d'arts et métiers d'Aix, les souscriptions littéraires, la conservation des monuments historiques, les archives, les secours pour réparation d'églises et de presbytères, les écoles normales d'instituteurs et d'institutrices ainsi que la vaccine.
Le 20 août 1885, il est désigné, en sa qualité de jurisconsulte, pour faire partie de la commission spéciale chargée d'étudier les moyens pratiques d'accepter le legs Bargoin consistant en une propriété sise sur les communes de Chamalières et de Royat ainsi qu'une rente sur l'état pour l'entretien du parc, des allées et de l'ensemble de la propriété de Bellevue visée dans le testament de Jean-Baptiste Bargoin.
Il est réélu, au second tour de scrutin, aux élections pour le renouvellement des conseils généraux du 9 mai 1886.
Par tirage au sort, en séance du 16 août 1886, il est affecté à la deuxième commission.
En séance du 20 août 1886, il est désigné, au second tour de scrutin, quatrième, par 21 voix, pour faire partie de la commission spéciale du Mont-Dore.
En séance du 22 août 1887, il est tiré au sort et affecté à la deuxième commission.
Au cours de ce mandat, il sollicite à nouveau l'intervention du ministère de l'agriculture dans l'étude de l'aménagement des eaux du Lac Pavin afin de maintenir un niveau d'eau constant, durant les périodes de sécheresse, s'oppose au vœu, formulé en séance du 31 août 1887, par le docteur Goyon, de distraire le canton de Tauves de l'arrondissement d'Issoire pour le rattacher à celui de Clermont-Ferrand, soutient le vœu, présenté en séance en séance du 16 avril 1890, par Monsieur Barrière, tendant à établir des taxes d'entrée sur les bois étrangers.
En séance du 19 août 1889, il est tiré au sort et affecté à la troisième commission ayant pour attributions : les chemins de fer, les routes nationales et départementales, la navigation, la pêche fluviale ainsi que le service hydraulique.
En séance du 18 août 1890, il est tiré au sort et affecté à la troisième commission.
En séance du 9 avril 1891, la question de la distraction du canton de Tauves de l'arrondissement d'Issoire pour être rattaché à celui de Clermont-Ferrand est à nouveau soulevée. Farouchement opposé à cette motion préjudicielle, portée par le conseiller Mary-Durand, il demande, avec d'autres conseillers, à ce que le vote se fasse à scrutin secret. 17 conseillers suivent son avis et 22 se prononcent en faveur de la motion pour 40 votants et 1 bulletin blanc. La motion est adoptée à la majorité absolue.
En séance du 17 août 1891, il est tiré au sort et affecté à la deuxième commission dont les attributions sont maintenues.
En séance du 25 août 1891, jugeant le vœu anti-démocratique, il s'oppose un vœu porté par le conseiller Guillemin et vingt-six de ses collègues demandant à ce qu'une loi soit promptement votée par le Parlement et contenant, d'une part, qu'à l'avenir nul ne puisse être investi d'une fonction publique, civile ou militaire, rétribuée par l'État ou les départements, s'il n'a fait, dans les écoles universitaires de l'État, les études exigées pour remplir les fonctions, et, d'autre part, que les diplômes, brevets et certificats d'études ne puissent être accordés qu'aux seuls candidats qui, durant les trois années précédant leur examen, eurent fait leurs études dans une école de l'État, du département ou des communes. Il demande par ailleurs à ce que le vœu soit soumis au scrutin public. 25 conseillers se prononçant en faveur, 14 votes contre et 1 vote blanc, pour 41 votants, le vœu est adopté à la majorité.
Il est réélu aux fonctions de conseiller général pour le canton d'Issoire, dès le premier tour des élections cantonales du 31 juillet 1892.
En session du conseil général du Puy-de-Dôme, réuni le 28 août 1893, à Clermont-Ferrand, il présente, au nom du conseil d'arrondissement d'Issoire, un vœu relatif au chemin de fer d'intérêt local dit Grand transversal ainsi qu'un vœu, appuyé par Antoine Bony-Cisternes, député républicain du Puy-de-Dôme, Messiers Brun, conseiller général de Sauxillanges, et Burin des Roziers, conseiller général de la Tour-d'Auvergne, relatif au rachat du pont de l'Orb. Ce dernier vœu sera adopté par le conseil.
Au cours de ce mandat, il œuvre pour la mise en place d'un second courrier pour la ville de Champeix, pour le rétablissement du bateau de Saint-Yvoine-sur-Allier, pour l'application du tarif 106, avantage fiscal accordé aux vignerons du midi et tendant à réduire leurs coûts de transport de près de 50 %, aux vignobles du Centre, pour l'exécution du chemin d'intérêt commun reliant Saint-Babel à Saint-Germain-Lembron. 
Par arrêté préfectoral en date du 22 décembre 1894, il est nommé membre de la commission chargée d'examiner les projets produits par les architectes établis dans le département répondant au concours institué par arrêté préfectoral en date du 19 septembre précédent, pour la réalisation d'un bâtiment à usage de caserne de gendarmerie, pour la ville de Clermont-Ferrand. 
En séance du 19 août 1895, il est tiré et sort et affecté à la deuxième commission, il est reconduit dans cette commission, par tirage au sort, le 17 août 1896. 
Il ne se représente pas aux élections cantonales du 31 juillet 1898 et laisse son siège à Eugène Gauttier, maire d'Issoire, élu par 2 421 voix, pour 3 682 suffrages exprimés pour 3 967 inscrits, contre 1 230 voix à Monsieur Laurent.

### À la délégation cantonale d'Issoire
En avril 1887, il est élu délégué cantonal d'Issoire, dans un collège comprenant Messieurs Fauchery, président du tribunal civil d'Issoire, le docteur Savoureux, maire de Coudes, Morizot, procureur de la république, Gauttier, maire d'Issoire, Tournadre, pharmacien de ladite ville, le docteur Sauvat, médecin inspecteur des écoles d'Issoire, Barreyre, secrétaire de ladite mairie d'Issoire, et Sauvat, expert près le tribunal d'Issoire.
En décembre 1887, il est élu président de la délégation cantonale d'Issoire. Créé par la loi du 30 octobre 1886, le délégué cantonal a notamment la charge de surveiller les écoles publiques et privées du canton, le conseil départemental déterminant également les écoles particulièrement soumises à la surveillance de chacun d'eux. À ce titre, il sera responsable de l'école d'Issoire.